# Zinowij Rożestwienski
Zinowij Pietrowicz Rożestwienski, ros. Зиновий Петрович Рожественский (ur. 30 października?/11 listopada 1848 w Petersburgu, zm. 1 stycznia?/14 stycznia 1909 tamże) – rosyjski wojskowy, wiceadmirał, dowódca floty rosyjskiej w bitwie pod Cuszimą.

## Życiorys
Urodził się 11 listopada (30 października w kal. juliańskim) 1848 w rodzinie lekarza wojskowego. W 1865 wstąpił do szkoły morskiej, którą ukończył w 1870, po czym w 1873 ukończył Michaiłowską Akademię Artylerii i wstąpił do służby w rosyjskiej marynarce wojennej w stopniu porucznika. Działał m.in. w komisji badań artyleryjskich. Służąc we Flocie Czarnomorskiej, brał udział w wojnie z Turcją (1877-78), podczas której odznaczył się w walce na parowcu „Westa” z okrętem tureckim 11 lipca 1877, za co został odznaczony orderem św. Jerzego IV stopnia. Z tą walką związany jest epizod obrazujący charakter Rożestwienskiego – mianowicie walka polegała na tym, że rosyjski parowiec uciekał przed znacznie silniejszym tureckim pancernikiem „Fethi Bulend” i choć rosyjscy artylerzyści strzelali celniej od tureckich, to jednak ich pociski niewiele mogły zaszkodzić tureckiemu okrętowi; po powrocie do bazy dowódca parowca usiłował przedstawić walkę w ten sposób, że rosyjski parowiec uszkodził i zmusił do ucieczki turecki pancernik, poparli go w większości oficerowie „Westy” i rosyjscy wyżsi dowódcy; pomimo ich nacisków Rożestwienskij ujawnił i upublicznił prawdziwy przebieg walki.
W latach 1883–1885 służył w nowo powstałej flocie księstwa Bułgarii, jako jej dowódca oraz dowódca książęcego jachtu „Aleksander I”. Następnie powrócił do służby we flocie rosyjskiej w stopniu kapitana 2. rangi (komandora por.). W 1892 awansował do stopnia kapitana 1. rangi (komandora). W latach 1894–1896 dowodził krążownikiem „Władimir Monomach” w składzie eskadry Morza Śródziemnego kadm. Makarowa (był to jedyny okręt I rangi, którym dowodził w swojej karierze). W latach 1896–1898 dowodził przestarzałym szkolnym pancernikiem „Pierwieniec”. W 1898 awansował do stopnia kontradmirała i od tego roku do 1902 dowodził oddziałem szkolno-artyleryjskim Floty Bałtyckiej (według innych źródeł od 1896). W tym okresie Rożestwienski zyskał uznanie na dworze carskim (m.in. za roboty przy ściągnięciu z mielizny pancernika obrony wybrzeża „Generał-admirał Apraksin” w 1900 i dowodzenie desantem podczas manewrów w 1901) i nastąpił wzlot jego kariery. W 1902 został zaliczony do świty carskiej za udany pokaz floty w Rewelu podczas spotkania cara Mikołaja II z cesarzem Wilhelmem II.

### Wojna rosyjsko-japońska
17 marca 1903 (kal. jul.) Rożestwienski został naczelnikiem Głównego Sztabu Morskiego. Po wybuchu wojny rosyjsko-japońskiej, w kwietniu 1904 Rożestwienski został wyznaczony dowódcą II Eskadry Pacyfiku, formowanej na Bałtyku dla pomocy toczącej walki wokół bazy Port Artur z Japończykami I Eskadrze. Pierwszym krytykowanym posunięciem sztabu kierowanego przez Rożestwienskiego po wybuchu wojny było zawrócenie do Rosji znajdującego się już w Dżibuti zespołu adm. Wireniusa z pancernikiem „Oslabia”, który mógł wzmocnić siły rosyjskie w Port Artur (zgodnie z żądaniem dowodzącego tam admirała Makarowa) lub prowadzić działania krążownicze, zwalczając żeglugę i odciągając siły japońskie.
15 października 1904 II Eskadra pod dowództwem Rożestwienskiego wypłynęła z Lipawy w rejs na Daleki Wschód, naokoło Afryki. Po wypłynięciu, 20 października 1904 Rożestwienski został awansowany do stopnia wiceadmirała oraz uzyskał rangę carskiego generała-adiutanta. Wkrótce po tym nastąpił incydent na Dogger Bank. 9 maja 1905 Indochinach do II Eskadry dołączyła także III Eskadra Pacyfiku pod dowództwem kontradmirała Nikołaja Niebogatowa. Flota rosyjska otrzymała teraz zadanie przerwać się do Władywostoku.
28 maja 1905 doszło do bitwy z flotą japońską pod Cuszimą, w której rosyjski zespół poniósł druzgocącą klęskę, a jego przeważająca część okrętów została zatopiona lub zdobyta, w tym wszystkie 11 pancerników. Rożestwienski został raniony w głowę na pokładzie flagowego pancernika „Kniaź Suworow”, po czym z uszkodzonego i płonącego „Suworowa” admirał został zabrany przez niszczyciel „Bujnyj”, tracąc kontrolę nad dalszym przebiegiem bitwy. 28 maja dostał się do niewoli na niszczycielu „Biedowyj”, który został poddany bez walki, otoczonym przez siły japońskie.
Abstrahując od innych przyczyn porażki, główną przyczyną klęski pod Cuszimą w aż takich rozmiarach, według dominującej opinii historyków, było niekompetentne i pasywne dowodzenie rosyjskim zespołem przez Rożestwieńskiego, który jednocześnie hamował przejawy inicjatywy podlegających mu oficerów, nie ujawniając przy tym wcześniej swoich planów operacyjnych i nie posiadając planu bitwy (znany był przy tym z despotycznego charakteru i nieufności w stosunku do możliwości podwładnych). Wcześniej, jako głównodowodzący był w głównej mierze odpowiedzialny m.in. za zaniechanie szkolenia artyleryjskiego oraz w walce zespołowej w toku rejsu na Daleki Wschód i brak właściwego przygotowania okrętów do walki (zdaniem niektórych historyków, postawa Rożestwieńskiego wskazuje, że w rzeczywistości przez większość rejsu nie liczył się z perspektywą walki, starając się jednocześnie przekonać dwór carski o złym przygotowaniu floty i licząc, że rejs eskadry będzie jedynie akcją demonstracyjną). Niektórzy historycy starają się jednak usprawiedliwiać taktykę przyjętą przez Rożestwieńskiego w bitwie.
Należy jednak pamiętać, iż Rożestwieński dowodził zgrupowaniem statków przestarzałych, ludźmi niekompetentnymi, niewyszkolonymi (próby szkoleń były ograniczone przez braki w amunicji, której początkowa ilość nie uwzględniała strzelania ćwiczebnego), co usilnie starał się zmienić w trakcie podróży. Jego podwładni byli stale niesubordynowani, a sam Rożestwieński miał związane ręce co do ich dyscyplinowania. Dowodem na to są liczne incydenty, do których doszło w toku podróży na Pacyfik. O ile na papierze wydawać się może, iż siły Rosjan oraz Japończyków były porównywalne, Rożestwieński z mieszaniną niedouczonych rekrutów, z których przed wypłynięciem w podróż część nie widziała morza oraz statków, z których część nie powinna była się nigdy znaleźć w warunkach bojowych, miał pokonać wprawioną w boju, sprawną i świetnie zorganizowaną formacje Japonii, w przypadku bitwy, (do której doszło) wynik jej był z góry przesądzony.
W niewoli, Rożestwienski był leczony w Sasebo. Po podpisaniu pokoju w 1905 powrócił do Rosji. Między innymi na skutek krytyki prasy, obciążającej go za klęskę, w lutym 1906 został usunięty z funkcji naczelnika Głównego Sztabu Morskiego. Był następnie sądzony przez sąd wojskowy, lecz uwolniony od zarzutów z uwagi na odniesione rany. Zwolennik organizacji floty składającej się z wielkich pancerników, a także koncepcji rozbicia przeciwnika w generalnej bitwie morskiej. Zmarł z powodu choroby płuc w Petersburgu.
Spotykane są, za literaturą anglojęzyczną, błędne formy nazwiska: Rożdżestwieński lub Rożdestwienski lub spolszczona Rożestwieński.

## Awanse
- lejtnant – 1873
- kapitan 2. rangi – 1885
- kapitan 1. rangi – 1892
- kontr-admirał – 1898
- wiceadmirał – 1904